# Джейн Еър
Джейн Еър (оригинално заглавие на английски: Jane Eyre. An Autobiography.) е първият издаден роман на британската писателка Шарлот Бронте (на английски: Charlotte Brontë, произнасяно на английски като /ˈbrɒnti/, обикновено произнасяно на съвременен английски като /ˈbrɒnteɪ/) от 1847 година. Първоначално романът излиза под редакцията на авторката чрез псевдонима ѝ Currer Bell.

## Резюме
Внимание:  Текстът по-долу разкрива сюжета на произведението (или части от него)!
Романът разказва за Джейн Еър. Тя е сираче, оставено на грижите на своите вуйчо и вуйна. Вуйчото обаче също умира и малката Джейн остава под опеката на своята вуйна мисис Рийд, заради нейното обещание към покойния ѝ съпруг, че ще се грижи за сирачето. Тя го прави с нежелание, отнася се грубо и студено към детето. Братовчедите на Джейн – Илайза, Джордж и Джорджиана – също не я обичат и много често я тормозят. Всички смятат Джейн за невъздържано и невъзпитано дете, което не заслужава мястото си сред това семейство. Единствената, която се отнася добре с малката Джейн, е една от прислужниците – Беси. След една случка с Джордж, при която Джейн го удря, тя е наказана да остане в зловеща стая съвсем сама, което срива психиката ѝ. След като детето се разболява след случката с наказанието, лекар предлага на семейството да я изпратят в пансион. Моментът настъпва и десетгодишната Джейн е изпратена в пансион за сирачета „Лоуд“. Условията там са ужасни. Още в първия ден от престоя на Джейн в това училище, закуската има отвратителен вкус. Момичетата остават гладни. Това е честа практика в училището. Студът и гладът вървят ръка за ръка. Храната е недостатъчна, а ръцете и краката на децата премръзват. Възпитателките са строги и поддържат мнението, че Джейн е грубо и невъзпитано дете. Единствената, която забелязва вродения интелект на Джейн е госпожица Темпъл, която всячески се старае да направи живота на момичетата в „Лоуд“ по-поносим. В пансиона Джейн се сприятелява с две момичета – Хелин Бърнз и Мери-Ан Уилсън.
С настъпването на първата пролет на Джейн в пансиона, започва да върлува епидемия от тифус. Много момичета умират, включително Хелин Бърнз, която умира от туберкулоза. По това време директорът на пансиона не смее да припари до мястото, изплашен от епидемията. Условията малко се подобряват, като децата започват да получават повече храна, заради смъртта на част от децата. След потушаването на епидемията, нещата се подобряват още повече, след като благодетели решават да подпомогнат
„Лоуд“.
Следващите осем години от живота на Джейн Еър не са описани подробно.
През това време Джейн се обучава, а мисис Темпъл е директорка на пансиона. Самата Джейн две години остава като учителка в „Лоуд“, но след като нейната приятелка и благодетелка се омъжва и напуска директорския пост, тя решава, че са ѝ нужни нови хоризонти. Тя подава обявление във вестника, за да си намери работа като учителка. Скоро получава покана и заминава за имението „Торнфийлд“. Преди това успява да се срещне с Беси, която ѝ разказва за живота на семейство Рийд.
Джейн пристина в „Торнфийлд“и открива там главната икономка на имението – мис Феърфакс. Тя я запознава с новата ѝ ученичка – Адейла Варан. Детето е от Франция и Джейн общува с него на френски. Адел е обикновено дете, буйно и живо, което трудно се съсредоточава, но се учи добре. Оказва се, че стопанинът на имението често отсъства. Той пристига винаги неочаквано в имението, затова прислугата поддържа всички стаи подредени.
При едно от посещенията си в града, Джейн среща непознат конник, който пада от коня си и тя му помага. Оказва се, че това е стопанинът на имението – мистър Рочестър. Той се завръща в „Торнфийлд“. При разговорите на стопанин с Джейн, се разкрива много от неговия странен характер. Той е човек, който трудно би могъл да бъде разгадан. Малката ученичка на Джейн е всъщност дъщерята на бивша любовница на мистър Рочестър от странстванията му в чужбина. Той не е убеден, че е баща на детето, но го е взел под крилото си. Мистър Рочестър обича да разговаря с Джейн често, като говори за качествата ѝ, за картините ѝ, но и често я критикува.
Понякога в къщата се случват странни неща. Джейн придава всички странни случки на присътвието на една от слугините – Грейс Пул. Странно същество, което почти не говори, рядко излиза от стаята си, но съвестно върши домакинската си работа. Една нощ дори избухва пожар, но няма пострадали. Въпреки това Джейн си мисли, че вината за пожара е на прислужницата.
Някъде измежду всички разговори с мистър Рочестър, Джейн се влюбва до полуда в него. В сърцето ѝ започват да бушуват чувства, които осемнайсетгодишното момиче трудно разбира, но тя не би могла да сбърка, че това е любов. Мистър Рочестър заминава за няколко дни. После се връща, а заедно с него пристигат много знатни особи, които остават на гости в имението Торнфийлд. Една от поканените на празненството се казва мис Бланш Инграм. Тя е известна със своята красота и самоувереност. Близостта ѝ с мистър Рочестър поражда в Джейн ревност, която тя се опитва всячески да прикрие. Опитва се да не присъства на вечерните събирания и музикалните изпълнения на гостите, но мистър Рочестър настоява тя да е там. В имението пристига и друг гост – мистър Мейсън, с когото мистър Рочестър води потайни и дълги разговори. През една нощ, когато гостите са все още там, всички чуват звуци от борба, които мистър Рочестър описва като репетиция за пиеса. Когато всички се успокояват, Джейн отива в стаята и открива мистър Мейсън ранен. След като се пооправя, той си заминава и случката е потулена пред другите гости.
Малко след тържеството, Джейн бива посетена от съпругът на прислужницата Беси, който я моли да отиде да посети роднините си. Братовчед ѝ се е самоубил, а майка му – старата мисис Рийд – е на смъртно легло. Джейн заминава и прекарва известно време при роднините си, чак до смъртта на вуйна си. Преди тази смърт, от Джейн е поискана прошка и направено признанието, че някакъв неин далечен роднина някога е искал да я вземе при себе си, но мисис Рийд не е разрешила.
След месец тя се връща в „Торнфийлд“. Посрещната е радушно от мистър Рочестър. Следващите седмици преминават под знака на предстоящата сватба на мистър Рочестър с мис Инграм. Сърцето на Джейн е сломено, то тя знае, че човек като него никога не би се влюбил в дребно, хилаво и обикновено девойче като нея.
В един разговор за сватбата, мистър Рочестър разкрива, че всъщност никога не е имал намерение да се жени за мис Инграм. Обяснява се в любов на Джейн Еър, като ѝ предлага въпросната сватба, която се организира, всъщност да е тяхната. Джейн е изумена, но се съгласява да се омъжи за него. Той ѝ разкрива, че я обича искрено и е използвал мис Инграм, само за да го ревнува.
Денят на сватбата настъпва. Джейн и Едуард Рочестър са вече пред олтара, когато изведнъж се появява мистър Мейсън, който разкрива страшна тайна. Оказва се, че мистър Рочестър вече е женен за сестрата на мистър Мейсън. Слугинята, която Джейн подозира в лудост, всъщност е наета да се грижи за съпругата на мистър Рочестър. Тя е психично болна, агресивна и неспособна да се държи нормално. Невъзможно е тази сватба да се състои. Сърцето на Джейн е разбито. Рочестър обяснява как родителите му са го принудили да се омъжи, защото състоянието им е намалявало, а тя е била богата. Той не е знаел за психическите ѝ проблеми, които са се проявили чак сред сватбата. Това не утешава Джейн и тя решава да напусне имението, без да съобщи на никого.
Тук започва едно от най-страшните изпитания за Джейн Еър. Тя се скита сама, без пари, гладна и премръзнала. Полумъртва проси по къщите в крайпътните селца за късче хляб. Когато в поредната къща ѝ отказват да се нахрани и постопли вътре, Джейн решава, че това е нейният край. Но стопаните на къщата се оказват добри хора. Приютяват я, спасяват я от гладна смърт и измръзване. Собствениците се оказват две сестри – Мери и Дайана, които са загубили баща си, а нямат майка от доста време. За тях се грижи техният брат – Сейнт Джон, който е свещеник. Момичетата са мили и възпитани, приемат Джейн с охота. Сейнт Джон дори предлага на Джейн работа в местното училище, след като се възстанови от изтощението си. Джейн се представя с фалшиво име и не разказва нищо за миналото си. Настанява се в скромно жилище и става учителка. Сейнт Джон ѝ помага с каквото може и тя се чувства добре. Понякога тя пише писма до „Торнфийлд“, които обаче остават без отговор. Една малка разсеяност на Джейн води до откритие за нея. Един неин подпис с истинските ѝ имена е провокирал Сейнт Джон да се разрови в миналото ѝ. Освен разкритието, че тя е жената, която някой си мистър Рочестър е търсил безнадеждно, се оказва, че Джейн има и семейство. Джейн всъщност е братовчедка на Сейнт Джон и сестрите му, както и наследница на двайсет хиляди лири. Тя, водена от силното си желание да има семейство, решава да подели парите между нея и братовчедите ѝ. Сейнт Джон научава Джейн на индонезийски, а сетне я моли да се омъжи за него и да заминат на мисионерска мисия. Джейн отказва категорично, с което накърнява достойнството на свещеника.
След тази разпра Джейн решава да се върне в „Торнфийлд“. Тя заварва имението празно, опожарено и изоставено. Научава, че лудата съпруга на мистър Рочестър нарочно е подпалила мястото, после се е самоубила. Едуард Рочестър е помогнал на всички да се спасят, но сам е пострадал в пожара. Научава, че той живее в друго имение. Отива да го посети и го заварва депресиран и сакат. Той е изгубил зрението си и е осакатил едната си ръка. Джейн му се представя, а той е щастлив, че тя отново е при него. Тя му обещава, че ще остане завинаги при него, ще се разхожда с него, ще му чете и ще го обича. Изпълнява обещанието си. Омъжва се за него, а нейните братовчедки Мери и Дайана одобряват това. Малката Адел не се чувства добре в училището, в което е изпратена, и се завръща при Джейн и Едуард. Сейнт Джон изпраща писмо с поздравления за сватбата. След време мистър Рочестър връща зрението на едното си око и така успява да види първородния си син.

## Основните герои
- Джейн Еър: Героят и разказвач на романа е Джейн, умно, честно и скромно момиче. Борейки се с натиск, неравенство и трудности, тя запазва своята автономия и защитава принципите на справедливостта, човешкото достойнство и морала. Същевременно цени интелектуалното и емоционалното удовлетворение. Силната ѝ вяра в половото и социалното равенство предизвиква предразсъдъците на Викторианската епоха спрямо жените и бедните.
- Едуард Рочестър: Рочестър, работодателят на Джейн и господарят на „Торнфийлд“, е богат и страстен човек с тайнствена тъма. Той е готов да пренебрегне любезността, етикета и социалния статус, когато взаимодействува с Джейн. Неразсъдлив и импулсивен, Рочестър прекарва голяма част от зрялата си възраст в обикаляне на Европа, за да избегне последствията от грешките си от младостта. Проблемите му са частично резултат от собствената му необмисленост, но той е разбираща личност, тъй като е страдал дълго време вследствие на ранния си брак с Берта.
- Сейнт Джон Ривърс: Сейнт Джон, пасторът от Мортън, помага на Джейн след бягството ѝ от „Торнфийлд“, като ѝ предоставя храна и подслон. Той е студен и затворен, и често контролиращ в отношенията си с другите. Напълно е отчужден от емоциите си и се е посветил единствено на строгата си амбиция, което го прави пречка за Едуард Рочестър.
- Хелън Бърнс: Хелън Бърнс е близка приятелка на Джейн в училище „Лоуд“. Тя понася мизерния си живот с пасивно достойнство и умира от туберкулоза в обятията на Джейн.
- Брокълхърст: Господин Брокълхърст е жестокият и лицемерен управител на училище „Лоуд“. Докато извършва кражби от училището, за да поддържа луксозния си начин на живот, той проповядва доктрината за лишенията. След като тифусна епидемия връхлита „Лоуд“, коварните и нечестни практики на Брокълхърст се разкриват и той става непопулярен в общественото мнение.
- Бърта Мейсън: Бърта Мейсън е тайната съпруга на Рочестър. Някога красива и богата креолка, Берта сега е станала луда, агресивна и животинска личност. Тя живее заключена в скрита стая на третия етаж на „Торнфийлд“ и е охранявана от Грейс Поул. Накрая Берта запалва „Торнфийлд“ и загива в пламъците.
- Грейс Поул: Грейс Поул е надзирателката на Бърта Мейсън в „Торнфийлд“ и често невниманието ѝ, когато е пияна, води до бягството на Бърта. Когато Джейн пристига в „Торнфийлд“, госпожа Феърфакс приписва всички доказателства за злодеянията на Бърта на Грейс.
- Сара Рийд: Сара Рийд е жестоката леля на Джейн и я отглежда в Gateshead Hall до десетгодишна възраст. По-късно в живота си Джейн се опитва да се помири с леля си, но Буша Рийд продължава да се гневи на Джейн, тъй като съпругът ѝ винаги е обичал Джейн повече от собствените си деца.